# Góry Kałbińskie
Góry Kałbińskie – pasmo górskie we wschodnim Kazachstanie, w południowo-zachodnim Ałtaju. Rozciąga się na długości ok. 400 km. Średnie wysokości w części zachodniej wynoszą ok. 400-750 m, natomiast w wyższej części wschodniej 1300–1500 m. Najwyższy szczyt ma wysokość 1606 m n.p.m. Pasmo zbudowane głównie z łupków paleozoicznych, piaskowców i granitów. Występują złoża złota i rud polimetalicznych. Na wysokości 800–1200 m n.p.m. dominują gleby kasztanowe i czarnoziemy, na których występuje roślinność stepowa. Wyższe partie porośnięte lasami sosnowymi (na granitach) i brzozowo-osikowymi. W najwyższych częściach przeważają łąki.